# Triaspis schrottkyi
Triaspis schrottkyi är en stekelart som först beskrevs av Gyöö Viktor Szépligeti 1908.  Triaspis schrottkyi ingår i släktet Triaspis och familjen bracksteklar. Inga underarter finns listade i Catalogue of Life.